# Іпу
Іпу (гав. ipu) — традиційний гавайський ударний музичний інструмент. Інструмент використовується для акомпанементу народних пісень та для музичного супроводу традиційного танцю хула.

## Опис
Іпу виготовляється з порожніх плодів гарбуза. Існує два види іпу:
- іпу-хеке (гав. ipu heke), який виготовляється з двох гарбузових плодів різного розміру. У плодах вирізають отвори, вибирають вміст плодів та шліфують зсередини для хорошого звучання. Обидва плоди з'єднують отворами. Великий плід розташовується внизу, а у верхньому меншому зверху роблять отвір.
- іпу-хеке-оле (гав. ipu heke ʻole) виготовляється з одного великого гарбузового плода.

Інколи на інструмент наносять фарбою візерунки (або випалюють), або покривають лаком. Грають на іпу сидячи, вдаряючи по верхній частині інструменту пальцями або долонями.

## Історія
Іпу є стародавнім інструментом, створеним ще першими поселенцями Гавайських островів. Спершу він використовувався у релігійних та побутових ритуалах. Іпу, що використовувався для релігійних магічних цілей, виготовлявся з плодів, які зривалися у ніч повного місяця.
У 1820-х роках християнські місіонери заборонили гавайцям використовувати іпу. Традицію використання іпу відроджено гавайським королем Давидом Калакау під час його правління у 1874-1891 роках.